# Bazilika Sedmibolestné Panny Marie (Šaštín)
Bazilika Sedmibolestné Panny Marie je (bazilika minor) v Šaštíně-Stráži, jedna z nejvýznamnějších bazilik na Slovensku.

## Historie
Stavět se začala v roce 1736, postavena byla podle plánů Matyáše Vépiho. Baziliku každoročně navštíví několik desítek tisíc poutníků, především na Slavnost seslání Ducha Svatého a na Slavnost Panny Marie Sedmibolestné (15. září). Bazilika je spjata se sochou Sedmibolestné Panny Marie z roku 1564. Uctívání této sochy povolil arcibiskup Imrich Esterházi v roce 1732. Je to pozdně podunajská práce, autor není znám. Nachází se na pozdně barokním oltáři a je základem šaštínského typu piet. Baziliku malířsky vyzdobil Jean Joseph Chamant a Lukáš Kraker.
Za baziliku minor byl chrám vyhlášen v roce 1964.
Bazilika byla vyhlášena i za poutní místo bratislavské eparchie, s poutěmi které se zde od r. 2009 každoročně konají v den Spolutrpící Bohorodičky (v sobotu po svátku nejsladšímu Pána, Boha a Spasitele Ježíše Krista, milující lidi; tedy na poslední pohyblivý svátek po Pasše).
Ve středu 15. září 2021 navštívil baziliku papež František na závěr své několikadenní návštěvy Slovenska.